# Che fine ha fatto Santa Clause?
Che fine ha fatto Santa Clause? (The Santa Clause 2) è un film del 2002 diretto da Michael Lembeck, sequel del film Santa Clause del 1994.

## Trama
Scott Calvin è diventato Santa Claus da otto anni e le cose al Polo Nord non potrebbero andare meglio: ha trovato il suo scopo nella vita, e sia i folletti che le altre Creature Leggendarie lo riconoscono come il miglior Santa Claus della storia, grazie a cui il tasso di felicità dei bambini non è mai stato così alto. Purtroppo la situazione familiare non è altrettanto idilliaca, perché anche se il rapporto con l'ex-moglie Laura e il di lei marito Neil è ancora molto buono, e ancora di più lo è quello con la loro figlia Lucy, nipotina onoraria di Scott, la stessa cosa non si può dire per Charlie. Frustrato dal segreto che deve mantenere, il ragazzo è finito nella lista dei bambini cattivi perché si diverte a imbrattare i muri e gli armadietti della scuola con graffiti, per poi venir sorpreso sempre dalla sua rigida preside, Carol Newman. Ma c'è di peggio: scopre che sul biglietto che aveva trovato nel film precedente (in realtà un contratto), non c'era solo una santa clausola ma due: la seconda dice che se Scott non troverà moglie entro la vigilia di Natale non potrà più essere Santa Claus.
Non potendo gestire da solo il lavoro dei folletti e i problemi familiari insieme, Curtis, il vice capofolletto, utilizza una macchina che crea un clone artificiale di Santa Claus, che lo sostituirà durante la sua assenza. Scott può così partire in groppa alla renna Cometa per rimettere in riga Charlie e trovare moglie. Giunto a destinazione, Scott, che nel frattempo sta cominciando a riassumere il suo aspetto originario, sostiene un colloquio con la preside, che riesce a convincere a non punire troppo duramente il ragazzo, anche se, quando Scott sostiene che nella scuola ci vorrebbe un clima più natalizio, Carol non si mostra d'accordo e anzi, lo colpevolizza delle azioni del figlio.
Cominciano quindi i tentativi di trovare una nuova moglie, ma le donne con cui Scott esce si rivelano tutte inadatte. Charlie poi combina un altro atto vandalico e Carol vuole sospenderlo, ma Scott la convince a punirlo con del volontariato, facendogli pulire tutti i muri della scuola. Durante i lavori utili, Scott e Carol cominciano a conoscersi e ad andare d'accordo: lei capisce che lui non è il padre assente e permissivo che sembra, mentre lui vede quanto a lei importi dei suoi alunni.
Intanto, al Polo Nord, Curtis fa imparare al finto Santa Claus le regole che bisogna seguire nel condurre il lavoro dei folletti, ma purtroppo la replica artificiale comincia presto a seguire il manuale troppo rigidamente e per questo si convince che tutti i bambini del mondo siano cattivi. Il clone si mette quindi in testa di regalare a tutti quanti del carbone e, per farlo, utilizza l'invenzione di Curtis per crearsi un esercito di soldatini con cui manda agli arresti domiciliari Bernard quando questi tenta di opporsi.
Intanto Scott si è innamorato di Carol e le fa la corte, ma quando lui le svela la propria identità lei pensa che la stia prendendo in giro e lo caccia via. Anche Charlie, arrabbiato per la scelta del padre, sfoga su di lui la propria frustrazione per dover mantenere un segreto così grande. Proprio quando Scott perde ogni speranza, Curtis lo raggiunge e lo informa di quanto sta succedendo al Polo Nord e insieme si mettono in viaggio con l'aiuto della Fatina dei denti, venuta a prendere un dente caduto della nipotina, Lucy, poiché Cometa aveva mangiato troppi dolci e non riusciva a volare. Arrivati a destinazione, vengono imprigionati dal finto Santa Claus, ma vengono prontamente liberati da Charlie, che era stato convinto da Lucy a non abbandonare il padre, e da Carol, che era stato convinta dal ragazzo a credere alle parole di Scott, trasportati anche loro dalla Fatina dei denti in cambio di un dente del ragazzo. Così gli altri elfi sono liberati e inizia una battaglia tra loro e i soldatini giganti.
Il finto Santa Claus intanto parte con la slitta per consegnare il carbone, ma Scott riesce a fermarlo: l’automa viene così rimpicciolito per mezzo dell'invenzione di Curtis. Charlie, avendo capito che avere come padre Santa Claus significa che potrà sempre credere in lui, a differenza dei molti che, col tempo, smettono di crederci, si riappacifica col padre che, a sua volta, riuscendo a sposare Carol torna ad essere Santa Claus.
Quella sera, tornato a casa, Charlie sveglia Lucy e le rivela che Scott, appena giunto a consegnarle i regali, è il vero Santa Claus.

## Produzione
Il film è stato girato a Vancouver e ai Mammoth Studios di Burnaby nella Columbia Britannica.
Un teaser trailer di questo film originariamente lo intitolata Santa Clause 2: The Escape Clause, la cui uscita era prevista per il 21 novembre 2001. Il sottotitolo sarebbe poi diventato parte del titolo del sequel uscito nel 2006.

## Distribuzione
Negli Stati Uniti d'America il film è uscito il 1º novembre 2002. Mentre in Italia è uscito il 29 novembre dello stesso anno. In seguito è stato distribuito in VHS e DVD il 18 novembre 2003. La versione DVD è certificata THX e presenta le versioni widescreen e pan and scan a schermo intero della pellicola. Insieme agli altri due film di Santa Claus, è stato ripubblicato in un set DVD 3 in 1 in DVD nel 2007 e in Blu-ray il 16 ottobre 2012.
Il titolo segue il gioco di parole, usato già nel primo film, che si basa sull'omofonia tra Claus (il nome inglese di Babbo Natale, Santa Claus) e Clause (letteralmente clausola, in quanto il protagonista dovrà sottostare, durante l'avventura narrata nel film, a una serie di clausole contrattuali), per questo il titolo italiano presenta un errore ("Che fine ha fatto Santa Clause" sembrerebbe riferirsi al personaggio di Babbo Natale/Santa Claus, ma essendo composto dalla parola "Clause", tradotto come nel film sarebbe "Che fine ha fatto Santa Clausola")

## Accoglienza

### Incassi
Con un budget di 65 milioni di dollari, ha incassato 139,2 milioni negli Stati Uniti e in Canada e 33,6 milioni in altri territori, per un totale di $ 172,8 milioni di dollari. È stato il quinto film natalizio con il maggior incasso di sempre.

### Critica
Su Rotten Tomatoes, il film ha un punteggio di approvazione del 56% basato su 122 recensioni, con una valutazione media di 5,57/10. Il consenso critico del sito recita: "Sebbene sia innocuo come intrattenimento per la famiglia e abbia momenti di fascino, Che fine ha fatto Santa Clause? è anche prevedibile e dimenticabile". Su Metacritic, che assegna una valutazione normalizzata alle recensioni, il film ha una media ponderata punteggio di 48 su 100, basata su 26 critici, che indica "recensioni contrastanti o medie". Il pubblico intervistato da CinemaScore ha assegnato al film un voto medio di "A" su una scala da A+ a F. Il critico Roger Ebert sostenne che rispetto al precedente Santa Clause riusciva a spingersi oltre, specialmente con la sottotrama del clone di Babbo Natale, ed era tutto sommato un film migliore, anche se credeva che qualsiasi universo che includeva la Fatina dei denti e l'Omino del sonno potevano facilmente accogliere e beneficiare di Groucho Marx.

## Riconoscimenti
- 2003 – BMI Film & TV Awards
  - Miglior musica a George S. Clinton
- 2003 – Saturn Awards
  - Candidatura per il miglior film fantasy

## Sequel
- Santa Clause è nei guai

- Nuovo Santa Clause cercasi